# Richard Cabral
Richard Cabral est un acteur américain né le 28 août 1983 en Californie.

## Biographie
Richard Cabral est né le 28 août 1983 en Californie. Il a grandi à l'est de Los Angeles, dans une famille d'immigrés mexicains de deuxième génération, et a été actif dans les activités des gangs à un âge précoce.
Il a déclaré dans une interview avec Entertainment Tonight que sa famille était impliqué dans les gangs depuis les années 1970. Quand il était enfant, il a été séparé de sa famille.
Il a été incarcéré à l'âge de 13 ans pour le vol d'un porte-monnaie. Il a également continué de développer une dépendance au crack dès l'âge de 15 ans. Il a obtenu son GED comme tout adolescent mais a continué à avoir des ennuis avec la loi. Il a été condamné à la prison pour agression violente avec une arme mortelle. Il a été libéré à l'âge de 25 ans.

## Filmographie

### Cinéma

#### Longs métrages
- 2011 : A Better Life de Chris Weitz : Marcelo Valdez
- 2012 : End of Watch de David Ayer : Demon
- 2013 : Infiltré (Snitch) de Ric Roman Waugh : Flaco
- 2013 : Cartel (The Counselor) de Ridley Scott : Le biker
- 2013 : Duke d'Anthony Gaudioso et James Gaudioso : Chuey
- 2013 : Crosstown de Miriam Kruishoop : Sharkey
- 2014 : Paranormal Activity : The Marked Ones de Christopher Landon : Arturo Lopez
- 2014 : Blackout total (Walk of Shame) de Steven Brill : Un membre du gang
- 2014: Kill Kapone d'Alfredo Ramos : Sick
- 2015 : Khali the Killer de Jon Matthews : Khali
- 2016 : Blood Father de Jean-François Richet : Joker
- 2016 : From the Tree : Will
- 2018 : Peppermint de Pierre Morel : Salazar
- 2018 : Breaking In de James McTeigue : Duncan
- 2018 : All Creatures Here Below de Collin Schiffli : Hugo
- 2019 : Windows on the World de Michael D. Olmos : Domingo
- 2023 : Maze of Fate d'Attila Korosi : Sado

#### Court métrage
- 2013 : Flashback de Stien Davis et Anthony L. Gilardi : Carlos

### Télévision

#### Séries télévisées
- 2009 : Dr House (House M.D) : Un employé de la mine
- 2009 - 2011 : Southland : Leprechaun / Cholo / Joker Ruiz
- 2011 : Body of Proof : Jorge
- 2012 : Luck : le propriétaire du magasin
- 2013 : Chicago Fire : Rios, un prisonnier
- 2014 : Key & Peele : Eduardo
- 2015 - 2017: American Crime : Hector Tonz / Sebastian De La Torre / Isaac Castillo
- 2016 - 2017 : L'Arme fatale (Lethal Weapon) : Inspecteur Alejandro Cruz
- 2018 : Jesus and Moi : Wily Coyote
- 2018 - 2022 : Mayans M.C. : Johnny "Coco" Cruz
- 2019 : Into the Dark : Santo Cristobal
- 2023 : Twisted Metal : Loud
- 2023 : New York, unité spéciale (saison 24, épisode 14) : Ivan Hernandez
- 2025 : Ballard (Saison1, episode 4) : Javier Fuentes